# Monstruo del Lago Tianchi
Monstruo del Lago Tianchi es el nombre que se le da al supuesto monstruo de lago que habita en el Lago del Cielo (conocido como Cheonji en coreano) situado en la cumbre del monte Paektu, ubicado entre las cordilleras Baekdudaegan y Changbai que abarcan la Provincia Jilin de China y la Provincia Ryanggang de Corea del Norte. Algunos informes argumentan que hay estimados 20 monstruos.

## Avistamientos
El primer avistamiento reportado fue en 1903. Se afirmó que una criatura parecida a un búfalo de agua atacó a tres personas, pero se le disparó seis veces y entonces el monstruo desapareció bajo el agua.
Entre el 21 y el 23 de agosto de 1962, una persona que utilizaba un telescopio dijo haber visto a dos de los monstruos persiguiéndose uno al otro en el agua. Más de cien personas reportaron los avistamientos.
Reportes más recientes describen al monstruo como teniendo una cabeza humanoide unida a un cuello de 1. 5 m. Se dice que tiene un anillo blanco en la base del cuello y el resto de su piel es gris y lisa.
En 2007, Zhuo Yongsheng, un reportero de televisión chino, dijo haber grabado un vídeo de 20 minutos de duración de seis criaturas no identificadas en el lago volcánico el 6 de septiembre. Más tarde envió las fotos a una agencia de la provincia de Xinhua Jilin. Según un reportaje, una de las fotos mostraba a los seis "Nessies" nadando en paralelo en tres pares. Otra mostraba a los animales más cerca, dejando ondas circulares en la superficie de lago.
Zhuo dijo que vio a seis criaturas parecidas a focas con aletas nadando y retozando en el lago por una hora y media, antes de desaparecer alrededor de las 7:00 a. m. «Podían nadar tan rápido como yates y a veces desaparecían en el agua. Fue impresionante verlos actuando exactamente al mismo ritmo, como si alguien diera órdenes [dijo Zhuo]. Sus aletas, o quizás alas, eran más largas que sus cuerpos.»

## En la cultura popular
El álbum de 2008 de The Mountain Goats Heretic Pride contiene una canción titulada "Lago Tianchi" que habla del monstruo: "Backstroking on the surface, moonlight on its face / Floats the Tianchi monster, staring into space. "